# Zehneria microsperma
Zehneria microsperma är en gurkväxtart som beskrevs av Joseph Dalton Hooker. Zehneria microsperma ingår i släktet Zehneria och familjen gurkväxter. Inga underarter finns listade i Catalogue of Life.